# Ephippiochthonius rimicola
Espèce
Synonymes
- Chthonius rimicola Mahnert, 1993

Ephippiochthonius rimicola est une espèce de pseudoscorpions de la famille des Chthoniidae.

## Distribution
Cette espèce est endémique des îles Canaries en Espagne,. Elle se rencontre sur El Hierro, La Palma, Tenerife, Grande Canarie et Lanzarote.

## Description
Les femelles mesurent de 1,08 à 1,52 mm.

## Publication originale
- Mahnert, 1993 : Pseudoskorpione (Arachnida: Pseudoscorpiones) von Inseln des Mittelmeers und des Atlantiks (Balearen, Kanarische Inseln, Madeira, Ascension), mit vorwiegend subterraner Lebensweise. Revue Suisse de Zoologie, vol. 100, no 4, p. 971-992 (texte intégral).